# Nina Hemmer
Nina Hemmer (Colonia, 16 de febrero de 1993) es una deportista alemana que compite en lucha libre.
Ganó tres medallas en el Campeonato Europeo de Lucha entre los años 2016 y 2021. En los Juegos Europeos de Minsk 2019 obtuvo una medalla de bronce en la categoría de 53 kg.

## Palmarés internacional
| Juegos Europeos    | Juegos Europeos     | Juegos Europeos   | Juegos Europeos |
| Año                | Lugar               | Medalla           | Categoría       |
| ------------------ | ------------------- | ----------------- | --------------- |
| 2019               | Minsk (Bielorrusia) | Medalla de bronce | 53 kg           |
| Campeonato Europeo |                     |                   |                 |
| Año                | Lugar               | Medalla           | Categoría       |
| 2016               | Riga (Letonia)      | Medalla de bronce | 53 kg           |
| 2017               | Novi Sad (Serbia)   | Medalla de bronce | 53 kg           |
| 2021               | Oslo (Noruega)      | Medalla de plata  | 55 kg           |